# Apleria
Apleria là một chi bướm đêm thuộc họ Geometridae.

## Các loài
- Apleria esuriata
- Apleria ocellaris
- Apleria setaria